# Coryphantha pseudoechinus
Coryphantha pseudoechinus är en kaktusväxtart som beskrevs av Boed.. Coryphantha pseudoechinus ingår i släktet Coryphantha, och familjen kaktusväxter.

## Underarter
Arten delas in i följande underarter:
- C. p. laui
- C. p. pseudoechinus